# Mary, Mary
Mary, Mary is een Amerikaanse filmkomedie uit 1963 onder regie van Mervyn LeRoy.

## Verhaal
De belastingdienst trekt enkele fiscale aftrekposten van Bob McKellaway in twijfel. Zijn boekhouder Oscar Nelson vraagt zijn ex-vrouw Mary of ze op bezoek kan komen om een paar zaken op te helderen. Bob wil zijn ex-vrouw niet zien en hij wil zeker niet dat ze zijn nieuwe verloofde Tiffany Richards leert kennen.

## Rolverdeling
| Acteur          | Personage        |
| --------------- | ---------------- |
| Debbie Reynolds | Mary McKellaway  |
| Barry Nelson    | Bob McKellaway   |
| Diane McBain    | Tiffany Richards |
| Hiram Sherman   | Oscar Nelson     |
| Michael Rennie  | Dirk Winston     |